# Livramento (Paraíba)
Pour les articles homonymes, voir Livramento.
Livramento est une ville brésilienne du centre de l'État de la Paraíba.
Sa population était estimée à 7 105 habitants en 2007. La municipalité s'étend sur 300 km2.